# I Парфянский легион
I Парфянский легион (лат. Legio I Parthica) — римский легион эпохи империи.
Был сформирован в правление императора Септимия Севера и размещён в Месопотамии, где и находился в течение следующих столетий. Принимал участие во многих конфликтах на восточной границе.
Последние упоминания о легионе относятся к началу V века. Эмблемой I Парфянского легиона является кентавр.

## История легиона
I Парфянский легион был сформирован в 197 году по приказу императора Септимия Севера, который использовал его в своей войне против Парфянского царства. Вместе с ним было организовано ещё два легиона с такими же прозвищами — II и III. Есть предположение, что в состав I и III легионов вошли остатки войска претендента на императорский трон Песценния Нигера. Поход против парфян окончился успешно и завершился взятием парфянской столицы Ктесифона. По рассказу римского историка Диона Кассия I и III Парфянский легионы остались в качестве гарнизона на только что захваченных землях, которые император организовал в провинцию Месопотамия. II Парфянский легион был переведен в Альбан близ Рима, где он служил в качестве стратегического резерва империи.
Вполне возможно, что полное название легиона было следующим: I Парфянский Северов Антонинов легион. Септимий Север, который пришел к власти в результате гражданской войны, объявил себя приёмным сыном императора Марка Аврелия Антонина. Имена обоих государей были отражены в названии легиона.
I Парфянский легион дислоцировался в крепости под названием Сингара, где и оставался в течение нескольких столетий, защищая империю от парфян и их преемников Сасанидов. Отличительной чертой провинции Месопотамия было то, что её наместниками были префекты из всаднического сословия, а не представители сенаторской аристократии. Соответственно, легат I Парфянского легиона был не сенатором, а всадником.

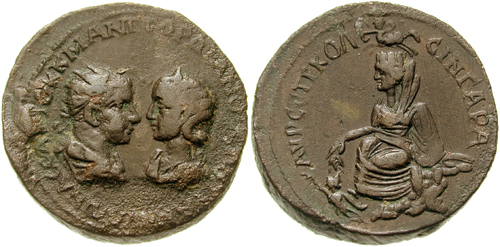
Бронзовая монета из Сингары с портретом Гордиана III и его жены Транквиллины. На реверсе изображен кентавр, символ I Парфянского легиона

I Парфянский легион, вероятнее всего, принимал участие в многочисленных конфликтах на восточной границе в III веке. Так, он входил в состав римской армии во время парфянского похода Каракаллы, принимал участие в войне Александра Севера против Сасанидского государства. Скорее всего, легион также был задействован во время персидского похода Гордиана III. В правление Филиппа I Араба легион получил почетный титул «Филиппов».
В 256 году персидский царь Шапур I напал на Римское государство и захватил много городов. Когда римский император Валериан попытался восстановить порядок и вторгся в Месопотамию, он был побежден и взят в плен. Однако пальмирский царь Оденат сумел отстоять восточные провинции. При Диоклетиане, в результате похода его соправителя Галерия, персы потерпели поражение и им пришлось отказаться от претензий на территории в северной Месопотамии. III Парфянский легион, должно быть, сыграл свою роль во время этих кампаний, но у нас нет почти никакой информации об этом.
Не является удивительным, что отдельные подразделения легиона были направлены в другие части империи. Из надписей мы знаем, что солдаты I Парфянского легиона служили в Ликии и Киренаике. Солдат, который похоронил своего сына в Киликии, служил в I Парфянском легионе (возможно, в III Парфянском).
В 360 году I Парфянский легион все ещё находился в Сингаре, потому что он упоминается как один из легионов, который пытался защитить город от персидского нападения. Однако ему это не удалось, и легион был разгромлен, а часть его солдат взята в плен. В результате легион был отведен в Нисибис и Константину, где, согласно Notitia Dignitatum, он находился в начале V века под командованием префекта, подчинявшегося дуксу Месопотамии.